# Gran Premi d'Itàlia del 2000
Resultats del Gran Premi d'Itàlia de Fórmula 1 de la temporada 2000 disputat al circuit de Monza el 10 de setembre del 2000.

## Resultats
| Pos | No | Pilot                 | Equip                  | Voltes | Temps/ Retirada  | Pos. de sortida | Punts |
| --- | -- | --------------------- | ---------------------- | ------ | ---------------- | --------------- | ----- |
| 1   | 3  | Michael Schumacher    | Ferrari                | 53     | 1h 27' 31. 638   | 1               | 10    |
| 2   | 1  | Mika Häkkinen         | McLaren - Mercedes     | 53     | + 3.810 s        | 3               | 6     |
| 3   | 9  | Ralf Schumacher       | Williams - BMW         | 53     | + 52.432 s       | 7               | 4     |
| 4   | 19 | Jos Verstappen        | Arrows - Supertec      | 53     | + 59.938 s       | 11              | 3     |
| 5   | 12 | Alexander Wurz        | Benetton - Playlife    | 53     | + 1' 07.426 min. | 13              | 2     |
| 6   | 23 | Ricardo Zonta         | BAR - Honda            | 53     | + 1' 09.293 min. | 17              | 1     |
| 7   | 17 | Mika Salo             | Sauber - Petronas      | 52     | + 1 Volta        | 15              |       |
| 8   | 16 | Pedro Diniz           | Sauber - Petronas      | 52     | + 1 Volta        | 16              |       |
| 9   | 20 | Marc Gené             | Minardi - Fondmetal    | 52     | + 1 Volta        | 21              |       |
| 10  | 21 | Gaston Mazzacane      | Minardi - Fondmetal    | 52     | + 1 Volta        | 22              |       |
| 11  | 11 | Giancarlo Fisichella  | Benetton - Playlife    | 52     | + 1 Volta        | 9               |       |
| 12  | 14 | Jean Alesi            | Prost - Peugeot        | 51     | + 2 Voltes       | 19              |       |
| Ret | 15 | Nick Heidfeld         | Prost - Peugeot        | 15     | Virolla          | 20              |       |
| Ret | 22 | Jacques Villeneuve    | BAR - Honda            | 14     | Part elèctrica   | 4               |       |
| Ret | 10 | Jenson Button         | Williams - BMW         | 10     | Virolla          | 12              |       |
| Ret | 8  | Johnny Herbert        | Jaguar - Cosworth      | 1      | Virolla          | 18              |       |
| Ret | 4  | Rubens Barrichello    | Ferrari                | 0      | Col·lisió        | 2               |       |
| Ret | 2  | David Coulthard       | McLaren - Mercedes     | 0      | Col·lisió        | 5               |       |
| Ret | 6  | Jarno Trulli          | Jordan - Mugen - Honda | 0      | Col·lisió        | 6               |       |
| Ret | 5  | Heinz-Harald Frentzen | Jordan - Mugen - Honda | 0      | Col·lisió        | 8               |       |
| Ret | 18 | Pedro de la Rosa      | Arrows - Supertec      | 0      | Col·lisió        | 10              |       |
| Ret | 7  | Eddie Irvine          | Jaguar - Cosworth      | 0      | Virolla          | 14              |       |

## Altres
- Pole: Michael Schumacher 1' 23. 770

- Volta ràpida: Mika Häkkinen 1' 25. 595 (a la volta 50)